# Ga Mullae
Ga Mullae (Tiếng Hàn: 문래역, Hanja: 文來驛) là ga tàu điện ngầm trên Tàu điện ngầm Seoul tuyến 2 tọa lạc tại Mullae-dong 3-ga, Yeongdeungpo-gu, Seoul. Nó được kết nối với chi nhánh Homeplus Yeongdeungpo. Nhà ga được đặt tên là Ga Mullae 3-ga vì nó nằm ở Mullae-dong 3-ga, nơi ngành dệt may phát triển từ thời cổ đại, nhưng trước khi mở cửa nó đã được đổi tên thành Ga Mullae.

## Lịch sử
- 30 tháng 6 năm 1983: Tên ga được quyết định là Ga Mullae 3-ga (文來3街驛)[3]
- 17 tháng 10 năm 1983: Tên ga đổi thành Ga Mullae[4]
- 22 tháng 5 năm 1984: Bắt đầu hoạt động với việc khai trương Tàu điện ngầm Seoul tuyến 2 giữa Đại học Quốc gia Seoul ~ Euljiro 1(il)-ga
- 8 tháng 1 năm 2013: Được Seoul Metro bình chọn là ga có dịch vụ khách hàng tốt nhất năm 2012

## Bố trí ga
| Sindorim ↑                  |
| \| Vòng ngoài               |
| ↓ Văn phòng Yeongdeungpo-gu |

| Vòng ngoài | ●Tuyến 2 | ← Hướng đi Sindorim · Sindang · Gangnam               |
| Vòng trong | ●Tuyến 2 | → Hướng đi Đại học Hongik · Sinchon · Tòa thị chính → |

## Hình ảnh

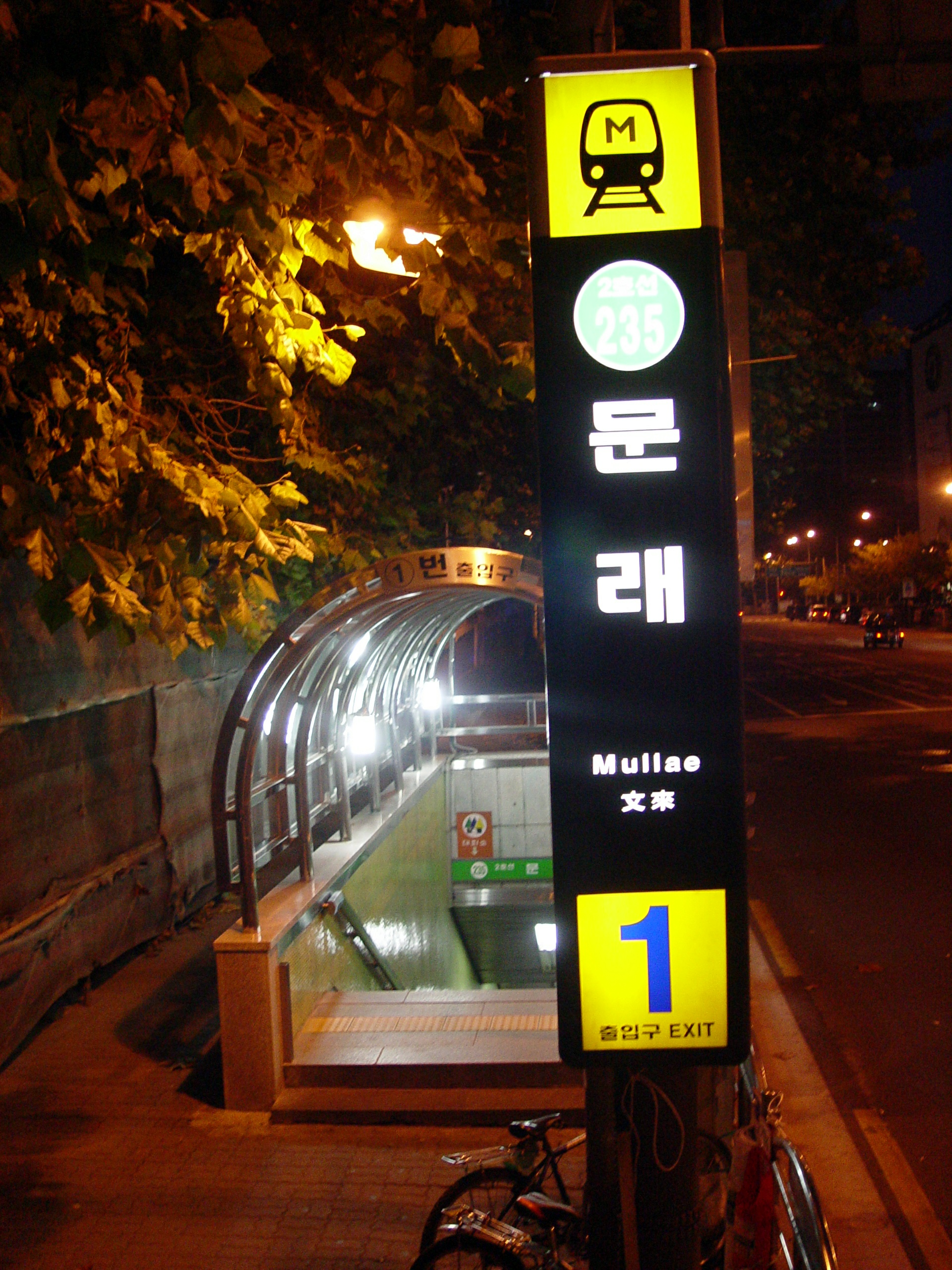
Lối cào 1
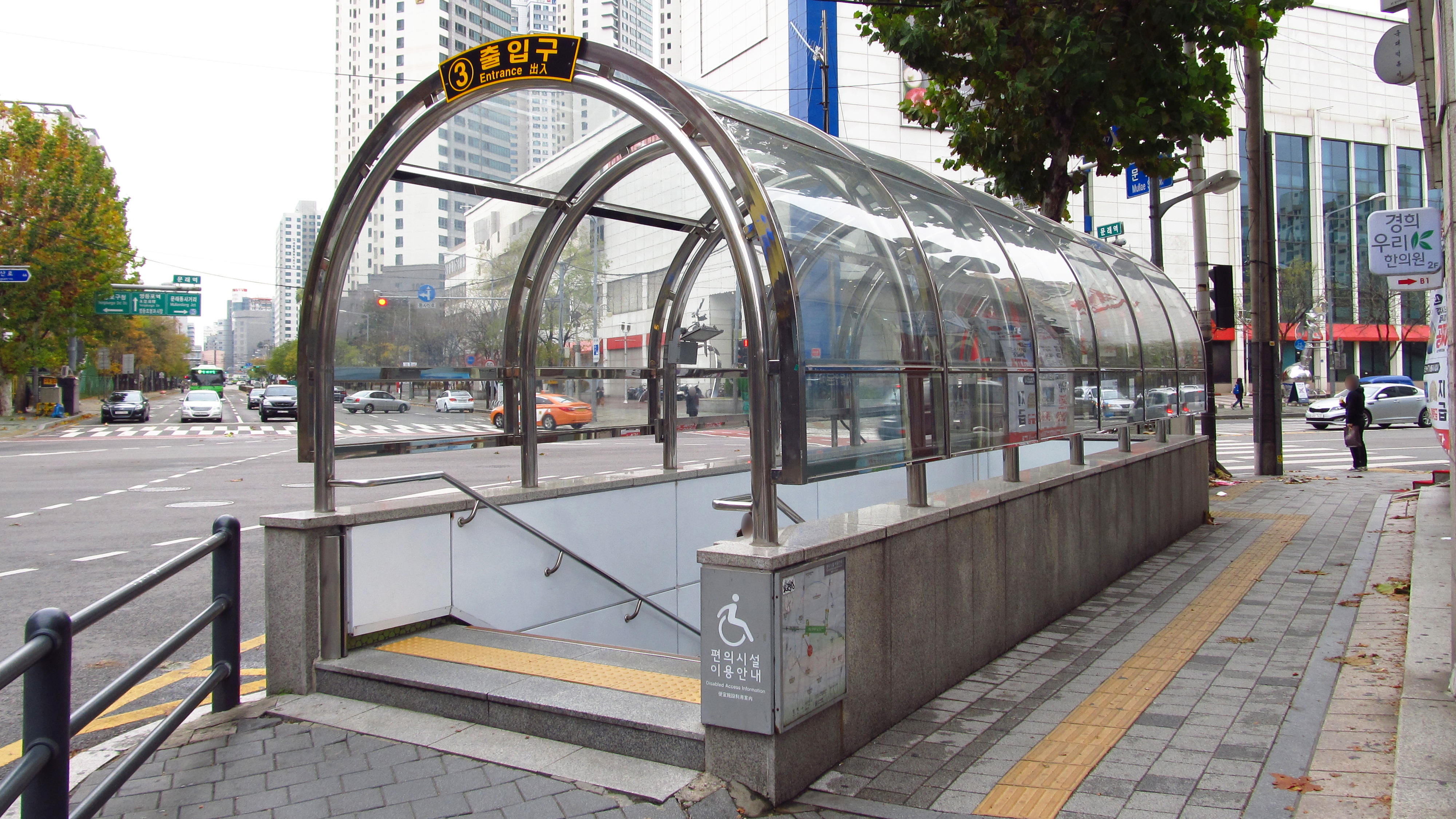
Lối vào 3 (Tháng 11 năm 2018)
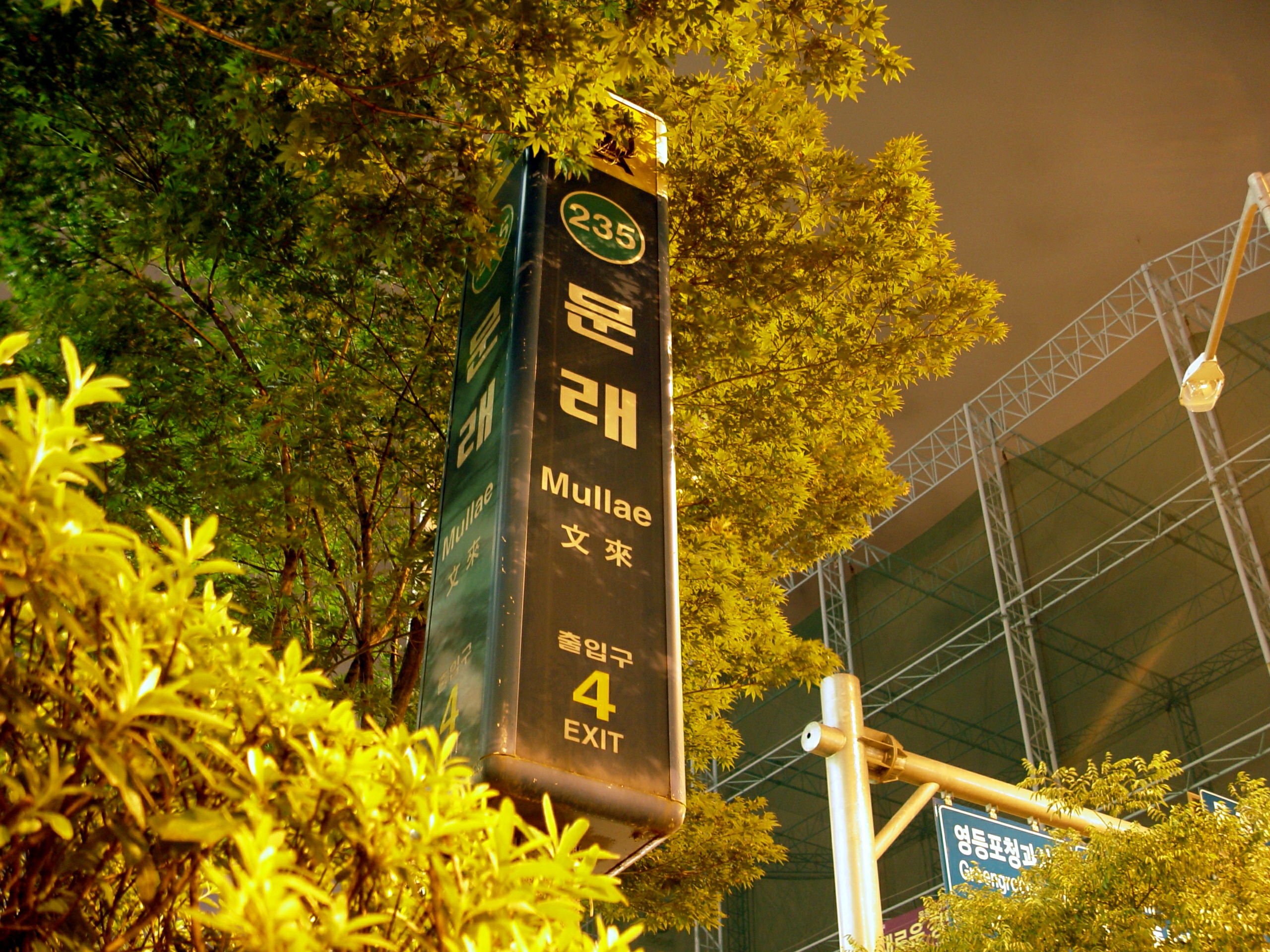
Lối vào 4